# Four Play
Four Play (anche noto come Londinium) è un film del 2001 scritto e diretto da Mike Binder.

## Trama
Ben è un autore televisivo statunitense che si trasferisce a Londra per lavorare al programma prodotto da Allen e nel quale recita la moglie Carly. Ben conosce Fiona, una truccatrice, e dopo qualche tempo si sposano, intanto però inizia anche una relazione con Carly. Ben e Carly architettano un weekend fuori città in modo da far innamorare i rispettivi coniugi. Durante un pic-nic Allen e Fiona dichiarano il loro rapporto, a questo punto le nuove coppie iniziano una nuova vita che però non sembra essere come speravano.